# Racemobambos kutaiensis
Racemobambos kutaiensis är en gräsart som beskrevs av Soejatmi Dransfield. Racemobambos kutaiensis ingår i släktet Racemobambos och familjen gräs. Inga underarter finns listade i Catalogue of Life.